# William Briwere (évêque)
William Briwere (aussi appelé Brewer) est un évêque d'Exeter du Moyen Âge.

## Biographie

### Débuts
Briwere est le neveu du juge Guillaume Brewere, chef politique du roi Henri III d’Angleterre. On ne sait rien d’autre de la famille du jeune Briwere ni de l’endroit où il fait ses études. Il doit la charge de chantre à la cathédrale d’Exeter à l’influence de son oncle, qu’il reçoit vers 1208. Briwere est nommé évêque le 25 novembre 1223 et consacré le 21 avril 1224.

### En terre sainte
Briwere participe à la sixième croisade en tant que mandataire de son oncle, qui meurt avant d’avoir pu accomplir ses vœux de croisade. L'ainé Briwere avait pris la croix en 1189, mais en fut temporairement dispensé en raison de ses fonctions administratives. Le neveu a libéré pour son usage 4000 marcs qui ont été déposés auprès des Templiers en Terre sainte par son oncle.

#### Voyage avec Des Roches
Briwere part en croisade avec Pierre des Roches, évêque de Winchester. Une armée d’autres croisés les accompagne à l’Est, bien qu’il ne soit pas clair s’il s’agit d’Anglais ou de mercenaires recrutés sur le continent. Le contingent part de Brindisi en août 1227. Les deux évêques sont des conseillers influents de Frédéric II, l’empereur du Saint-Empire romain germanique. Le pape Grégoire IX ordonne que personne ne collabore avec Frédéric, qui est alors excommunié, mais les deux évêques ignorent les ordres papaux et travaillent beaucoup avec les soldats germaniques et l'empereur lui-même. Les ressources financières apportées par les deux évêques sont particulièrement appréciées par les croisés. Ils assistèrent au traité de Jaffa le 18 février 1229 avec le sultan du Caire qui rend Jérusalem aux chrétiens. Briwere se rend ensuite à Jérusalem. On ne sait pas avec quelle rapidité Briwere retourne en Angleterre. Certains historiens disent qu’il est de retour en Angleterre en 1229. D’autres, cependant, soulignent qu’il n’est pas attesté comme étant en Angleterre avant avril 1231, et soutiennent qu’il a voyagé avec des Roches, qui est resté en Italie pendant un certain temps.

### Vie en Angleterre
Alors qu’il est évêque, Briwere introduit l’Ordre dominicain dans son diocèse. Il a également mis en place les bureaux de doyen et de chancelier du chapitre de la cathédrale d’Exeter, permettant au chapitre d’élire ces officiers et a publié un ensemble de statuts pour le diocèse, basés sur ceux récemment publiés pour celui de Salisbury.
Briwere a aussi été employé par le roi sur des missions diplomatiques, se rendant deux fois en France et escortant également la sœur d’Henri, Isabelle, à son mariage avec l’empereur Frédéric II en 1235.
Briwere meurt le 24 octobre 1244. Il a demandé au pape la permission de démissionner avant sa mort, mais le pape Innocent IV ne l’accorde qu’après sa mort.